# 南边山镇
南边山镇，是中华人民共和国广西壮族自治区桂林市临桂区下辖的一个乡镇级行政单位。

## 行政区划
南边山镇下辖以下地区：
朗联村、钱村、东山村、五敬村、南新村、玉联村、富汴村、塘头村、军洞村、永平村、升平村、永忠村和靖远村。